# Eduard Peithner von Lichtenfels

Eduard Peithner von Lichtenfels (né le 18 novembre 1833 à Vienne, mort le 22 janvier 1913 à Berlin) est un peintre paysagiste autrichien.

## Biographie
Il est le fils du philosophe Johann Peithner von Lichtenfels. Il étudie la peinture à l'Académie des beaux-arts de Vienne auprès de Franz Steinfeld et Thomas Ender puis de 1857 à 1858 à Düsseldorf avec Carl Friedrich Lessing sans pour autant être son étudiant. Il est alors membre d'associations de peintres locaux. À son retour à Vienne, il fait la campagne d'Italie en 1859 comme lieutenant d'infanterie. En 1871, il devient professeur à l'académie de Vienne. Il emmène ses élèves dans la Wachau, en particulier Weißenkirchen et Dürnstein. Les élèves de Peithner von Lichtenfels sont Ferdinand Andri, Wilhelm Bernatzik, Eduard Zetsche, Alfred Roller, Heinrich Tomec, Hans Wilt, Johann Nepomuk Geller, Maximilian Suppantschitsch (de), Otto Seraphim Peters. Il devient recteur de l'académie de 1878 à 1880 et de 1897 à 1899. Après avoir pris sa retraite de professeur en 1901, il s'installe à Nuremberg puis Berlin.

## Source, notes et références
- (de) Cet article est partiellement ou en totalité issu de l’article de Wikipédia en allemand intitulé « Eduard Peithner von Lichtenfels » (voir la liste des auteurs).